# Monomorium longi
Monomorium longi är en myrart som beskrevs av Auguste-Henri Forel 1902. Monomorium longi ingår i släktet Monomorium och familjen myror. Inga underarter finns listade i Catalogue of Life.